# Hinko Smrekar
Hinko (Henrik) Smrekar [hínko smrékar], slovenski slikar, risar, grafik in ilustrator, * 13. julij 1883, Ljubljana, † 1. oktober 1942, Ljubljana.
Smrekar je bil član umetnostnega kluba Vesna, ki je deloval na Dunaju. Po njem se imenujejo Osnovna šola Hinka Smrekarja v Ljubljani in Novi vasi v Celju, nagrada Hinka Smrekarja, najvišje slovensko priznanje na področju ilustracije (od 1993). V času, ko so ga kot sodelavca Osvobodilne fronte po naglem postopku ustrelili italijanski fašisti v okolici Gramozne jame, je stanoval v »vili Kurnik« na Alešovčevi ulici (št. 38) v Šiški. Pokopan je v Spominskem parku padlih borcev in talcev na Žalah.

## Življenje
Rodil se je očetu postreščku Janezu in materi Marjani (rojena Kern). Po potresu 1895 se je Smrekarjeva hiša zaradi nestabilnosti podrla, njegova družina pa se je nato večkrat preselila. Smrekarjevi so nekaj časa živeli v Kranju, kjer mu je leta 1906 umrl oče, ki je v Kranju delal kot postrešček.
Hinko Smrekar je bil nadarjen otrok in je že v gimnaziji dosegel sloves mojstra. Prav tako je bil vesten učenec in se leta 1901 vpisal na pravno fakulteto v Innsbrucku. Na fakulteti za pravo je zdržal 4 semestre, dan pred prvim državnim izpitom pa je iz strahu prodal vse knjige in izkupiček zapil. To je bila zanj prelomna točka v življenju, na kateri se je odločil svoje življenje posvetiti umetnosti. Čeprav nikdar ni dokončal akademskega izobraževanja, si je sam pridobil obsežno znanje v različnih humanističnih vedah, poleg tega pa je bil tudi poliglot. 
Leta 1903 je bil ustanovljen umetnostni klub Vesna, h kateremu je pristopil tudi Hinko. Tam je spoznal Ivana Cankarja ter mu izdelal več naslovnic za njegove knjige. Leta 1905 je začel v ljubljanskem humorističnem listu Osa objavljati svoje satirične dovtipne risbe. Tega leta je Smrekar skupaj z Maksimom Gasparijem prvič obiskal umetnostno središče München, kamor se je za krajša in daljša obdobja vračal celo življenje.
Smrekar je tudi avtor prvega na slovenskih tleh izdanega taroka, t. i. »Slovanskega taroka«, natisnjenega med letoma 1910−1912. V letih pred in med 1. svetovno vojno Smrekarjevo risalo ni počivalo in malo pred koncem vojne je dobil nalogo, kakršne si je dolgo želel: za Novo založbo je ilustriral Levstikovega Martina Krpana. Kmalu po vojni pa je zbolel za hudo živčno boleznijo. Tako se je v letih 1920 in 1921 poskušal ozdraviti v senatoriju pri Gradcu, njegovo zdravljenje pa je do okrevanja trajalo nekaj let.
Nato je zopet pričel z delom in poskusil izdajati svoj lastni šaljivi list Pikapok. Vendar ga je leta 1927 čakala tragedija, umrla mu je mati in ostal je sam. Zaradi nizkih dohodkov se je moral izseliti in trajalo je dve leti, da si je zgradil majhno hišo, kjer je poučeval svoje učence risanja. Zaradi pomanjkanja naročnikov se je začel posvečati mladinski ilustraciji. Predzadnje njegovo ilustrativno delo so bile njegove risbe, podobe in inicialke za zbirko Sedem Andersenovih pravljic za šegave modrijane in modrijančke.
Po pričetku 2. svetovne vojne na Slovenskem so ga na uličnem pohodu konec septembra leta 1942 ujeli fašisti. Smrekar je bil brutalno zasliševan in naglo ustreljen 1. oktobra istega leta v ljubljanski Gramozni jami. Znancev in prijateljev res ni bilo na pogrebu, a drugi dan je bil njegov grob že ves pokrit s cvetjem. V Jutru je Elko Justin objavil svojstven nekrolog svojemu prijatelju: nad siromašno krsto, ki je bila zabita z enim samim tesanim plohom, se zgrinja prelomljena smreka, čez napisni trak z besedo »konec« pa leži prevrnjena črka R - dokaj umljiv rebus Smrekarjevega imena. V oktobru 1942 je bila novica o smrti objavljena v ilegalnem Slovenskem poročevalcu.

## Delo in pomen
Smrekarjevo delo je izredno pisano. Obdeloval je vse motive, v vseh tehnikah, resne, žalostne, groteskne, smešne, portrete, krajine, romantične, naturalistične, narodne in mednarodne. Z veseljem je uporabljal teme iz narodnih pripovedk in ljudskega praznovanja, iskal je žanrske motive iz življenja preprostih ljudi, zlasti kmetov.
Vojni se je upiral že med letoma 1914 in 1918, osebno in umetniško. Tista leta je nastalo dvoje največjih del slovenske grafike - ciklus protivojnih karikatur Črnovojnik, v katerem je umetnik na humoren način popisal svoje medvojne izkušnje, in pa ilustracije Martina Krpana. To so bile prve ilustracije te povesti, ki so postavile zgled kasnejšim, na primer Kraljevim. Med letoma 1939 - 1942 se je ukvarjal s kolektivnim doživetjem vojne psihoze.